# Муравьёв, Пётр Александрович
Пётр Александрович Муравьёв (англ. Petr Muravieff; 1922, Белград — октябрь 2009, Нью-Йорк) — американский инженер-экономист, писатель и художник русского происхождения.

## Биография
Родился 8 февраля 1922 года в Белграде в семье эмигранта, участника Первой мировой войны и Белого движения на Юге России, полковника А. И. Муравьева (?—1955).
В 1941 году окончил русскую школу в Белграде. Работал при русском отделе Баварской библиотеки в Мюнхене. В 1946—1948 годах сотрудничал в мюнхенских русских газетах «Новости» и «На переломе». В 1947 году окончил Мюнхенский университет и вскоре переехал в США. Работал инженером-экономистом и проектировщиком в различных фирмах. Три года занимал должность профессора экономики в Newark Engineering College в Нью-Джерси (ныне — New Jersey Institute of Technology (англ.)), затем в течение 18 лет был сотрудником отдела товарного снабжения фирмы J.C.P. в Нью-Йорке. Получил литературное образование.
Известен ка автор романов «Время и день» («Time and day», 1974) и «Полюс Лорда», многочисленных пьес, рассказов — сборники «Тень Дон Кихота» (1980) и «Звезды над Смоленском» (1986). Исследование истории критической мысли в России XIX века привели его к написанию «Аким Волынский». Его многочисленные статьи печатались в газете «Новое русское слово» и в «Новом журнале» (Нью-Йорк).
В 1986 и 1987 участвовал в художественных выставках в Музее штата Нью-Джерси в Трентоне. В 1988 его персональная выставка прошла в Музее Н. К. Рериха в Нью-Йорке. Состоял председателем Общества друзей русской культуры (1968–1971).